# Putinci
Putinci (izvirno srbsko Путинци) je naselje v Srbiji, ki upravno spada pod Občino Ruma; slednja pa je del Sremskega upravnega okraja.

## Demografija
V naselju živi 2600 polnoletnih prebivalcev, pri čemer je njihova povprečna starost 40,6 let (39,4 pri moških in 41,8 pri ženskah). Naselje ima 1065 gospodinjstev, pri čemer je povprečno število članov na gospodinjstvo 3,05.
To naselje je, glede na rezultate popisa iz leta 2002, večinoma srbsko.
|  |

| Demografija | Demografija     | Demografija     |
| Leto        | Št. prebivalcev | Št. prebivalcev |
| ----------- | --------------- | --------------- |
|             |                 |                 |
|             |                 |                 |
|             |                 |                 |
|             |                 |                 |
| 1948        | 2251            |                 |
| 1953        | 2294            |                 |
| 1961        | 3029            |                 |
| 1971        | 2938            |                 |
| 1981        | 3075            |                 |
| 1991        | 2890            | 2841            |
| 2002        | 3439            | 3244            |
|             |                 |                 |

| Etnična sestava po popisu iz leta 2002 | Etnična sestava po popisu iz leta 2002 | Etnična sestava po popisu iz leta 2002 | Etnična sestava po popisu iz leta 2002 | Etnična sestava po popisu iz leta 2002 |
| -------------------------------------- | -------------------------------------- | -------------------------------------- | -------------------------------------- | -------------------------------------- |
| Srbi                                   | Srbi                                   |                                        | 3.083                                  | 95,03%                                 |
| Jugoslovani                            | Jugoslovani                            |                                        | 21                                     | 0,64%                                  |
| Hrvati                                 | Hrvati                                 |                                        | 20                                     | 0,61%                                  |
| Romi                                   | Romi                                   |                                        | 17                                     | 0,52%                                  |
| Madžari                                | Madžari                                |                                        | 17                                     | 0,52%                                  |
| Muslimani                              | Muslimani                              |                                        | 5                                      | 0,15%                                  |
| Rusi                                   | Rusi                                   |                                        | 3                                      | 0,09%                                  |
| Črnogorci                              | Črnogorci                              |                                        | 2                                      | 0,06%                                  |
| Ukrajinci                              | Ukrajinci                              |                                        | 2                                      | 0,06%                                  |
| Romuni                                 | Romuni                                 |                                        | 2                                      | 0,06%                                  |
| Makedonci                              | Makedonci                              |                                        | 2                                      | 0,06%                                  |
| Slovenci                               | Slovenci                               |                                        | 1                                      | 0,03%                                  |
| Slovaki                                | Slovaki                                |                                        | 1                                      | 0,03%                                  |
| Rusini                                 | Rusini                                 |                                        | 1                                      | 0,03%                                  |
| Bošnjaki                               | Bošnjaki                               |                                        | 1                                      | 0,03%                                  |
| Neznano                                | Neznano                                |                                        | 18                                     | 0,55%                                  |